# 漏斗

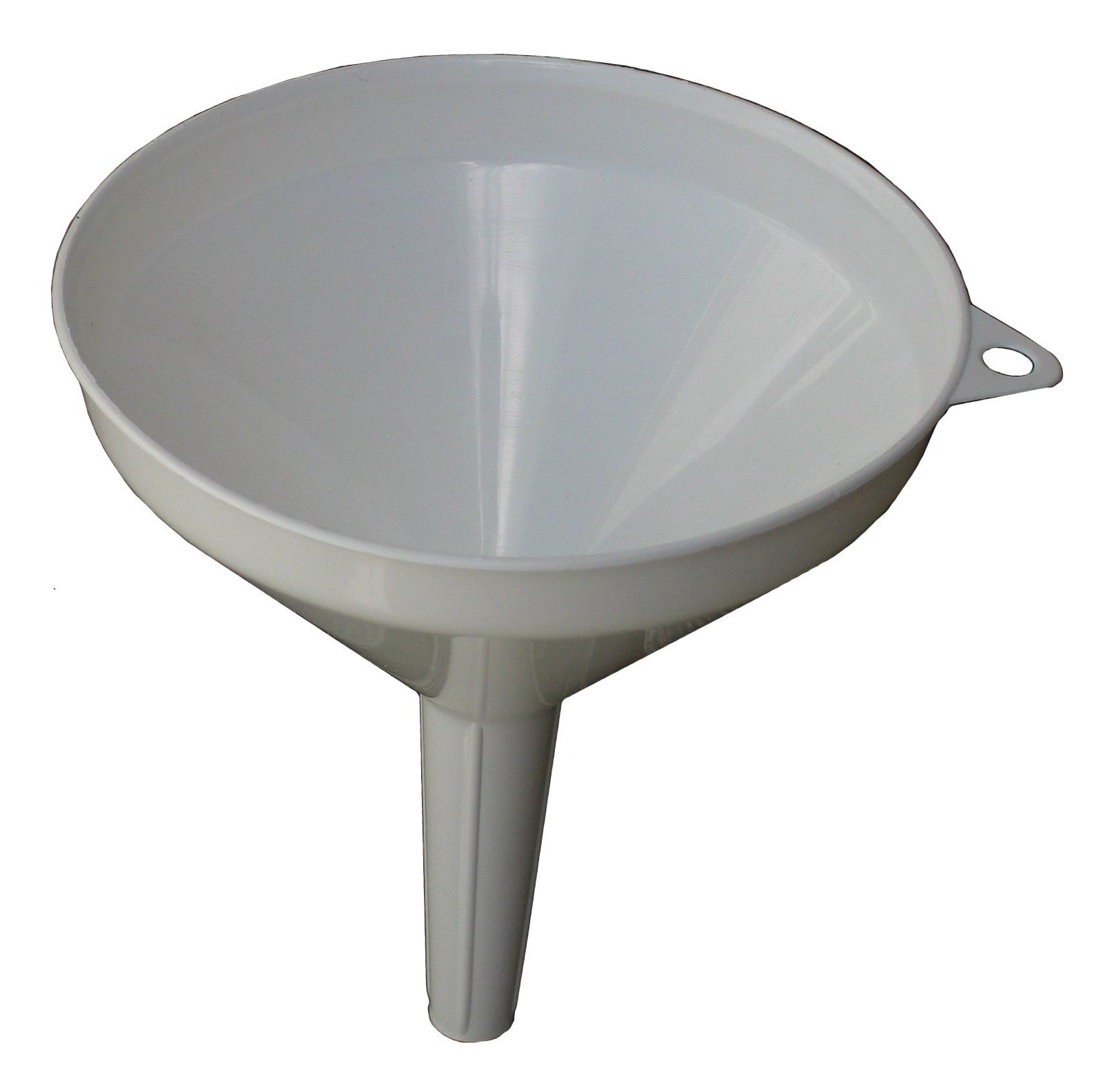
調理用漏斗

漏斗（ろうと、じょうご、英: funnel）は、液体または粉体を口径の大きい容器から、口径の小さい穴または管を通して投入したり、液体を壁面を流下させたりする際に利用する円錐状の器具である。このような形状の器具は「じょうご」とも呼ばれる（この場合にも「漏斗」の字が充てられる）。なお、「漏斗」を字義通り平たく言うと「漏れる柄杓」である。
化学実験に用いられる漏斗は、前述の用途のほかに活栓（バルブ）を付けて液体の投入量を制御したり、濾過の際に濾紙などの濾材を保持する器具も漏斗と呼ばれる。

## 形状
典型的な漏斗は、逆円錐形の本体部分と、円錐の先端から伸びる「足」と呼ばれる管状の部分から構成される。漏斗の足を下に向け容器の穴に入れたり壁面に沿わせて設置し、漏斗の円錐部の開いた口側から重力に引かれるままに、液体や粉末を投入する。特に粉末用に作られた漏斗は足部の口径が大きいので、粉体漏斗（ふんたいろうと）と呼ばれることがある。
化学実験以外で利用される漏斗は種々の意匠や材質の物が製作されているが、化学実験で用いられる漏斗は、特にガラス製の場合が多い。その外には、陶器や樹脂（ポリプロピレン、テフロンなど）、ステンレス鋼製の製品も存在する。

## 実験器具
化学実験において漏斗は次の目的で利用される器具である。
- 液体または粉体を投入する器具（本来の「漏斗」）
- 活栓（バルブ）を付けて液体の投入（または流出）量を制御する器具
  - 滴下漏斗
  - 分液漏斗
- 濾材（フィルター）を保持する器具
  - 理化学実験用漏斗 - 四つ折りろ紙が密着する傾斜角で円錐部が作られている
  - ブフナー漏斗 - ろ紙は折らずに目皿に載せて使う（目皿に多数の穿孔）
  - 桐山漏斗 - ろ紙は折らずに目皿に載せて使う（目皿に溝と一つの穿孔）
  - ガラスフィルター付き漏斗 - 単に「ガラスフィルター」とも呼称される
  - 遊離硅酸用屈脚漏斗‐燐酸法による遊離硅酸測定用。脚が途中で曲がっている。

## 調理用具
口の小さな瓶や容器に液体等を入れやすくするための器具として調理用じょうごがある。